# Musée central de Tauride
Le musée central de Tauride (Центральный музей Тавриды) est un musée consacré à l'histoire et à la nature situé en Crimée dans la ville de Simféropol. Il présente dans ses salles plus de cent cinquante mille pièces de collection de toutes les époques concernant l'histoire, la culture et la nature de la Crimée, appelée la Tauride du temps des Grecs et faisant partie du gouvernement de Tauride sous l'Empire russe. L'édifice qui abrite ce musée est classé au patrimoine culturel. Il est situé au 14 rue Gogol. 

## Histoire
La collection du musée est l'une des plus intéressantes de Crimée. Elle remonte à la collection du musée des antiquités de la commission savante des archives de Tauride fondé en 1887 et de celle du musée d'histoire naturelle du zemtsvo de Tauride fondé en 1899.
Le musée des antiquités est fondé à l'initiative de la commission savante des archives de Tauride (ТУАК), dont le but est d'étudier les archives et de conserver les pièces d'importance historiques. L'idée de réunir les deux musées est soulevée en 1921 lorsque la décision est prise de fonder le musée central de Tauride. Celui-ci est disposé dans deux bâtiments: rue Pouchkine dans l'ancien foyer de jeunes filles de la comtesse Adlerberg, et dans l'ancien bâtiment de l'assemblée des officiers (aujourd'hui au 35 rue Liebknecht), rue Dolgoroukov. 
Il s'installe en 1927 au 18 rue Pouchkine, sauf le département des arts qui demeure à l'ancienne adresse jusqu'en 1993. 
Le musée englobe aussi la bibliothèque scientifique de Tauride Steven. 
Le musée souffre de graves dommages pendant l'occupation et les différentes offensives de la Wehrmacht pendant la Grande Guerre patriotique. Certaines parties des collections sont évacuées, mais d'autres sont disparues à jamais.  
Le musée prend le nom de musée d'histoire locale de Crimée en 1945.
Après 2014, il est réorganisé et mis en lien avec d'autres musées de Crimée.  

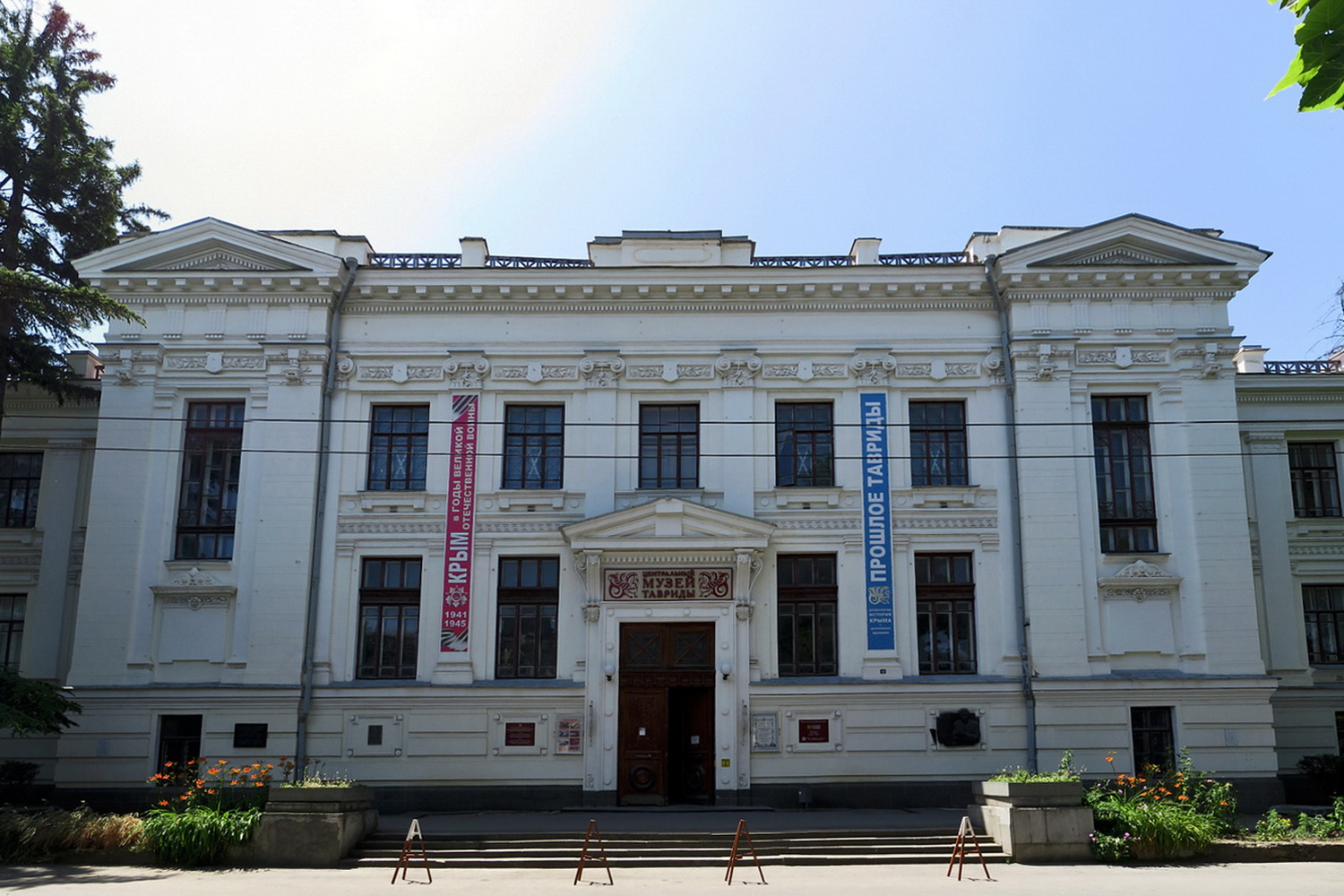
Façade du musée en 2016.

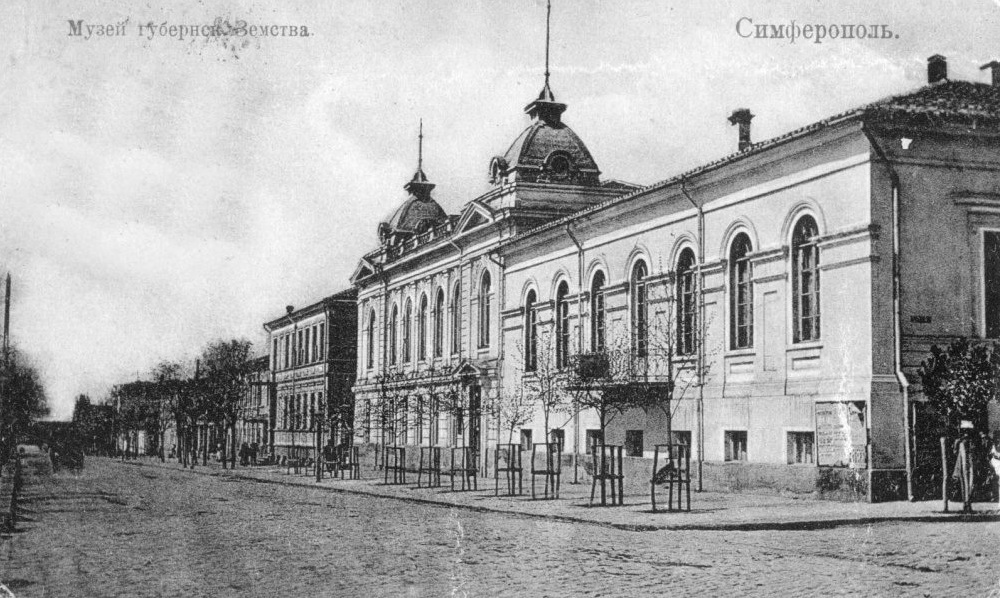
Musée du Zemtsvo (1895-1917).Aujourd'hui n° 17 rue Karl-Marx, carte postale ancienne années 1900.
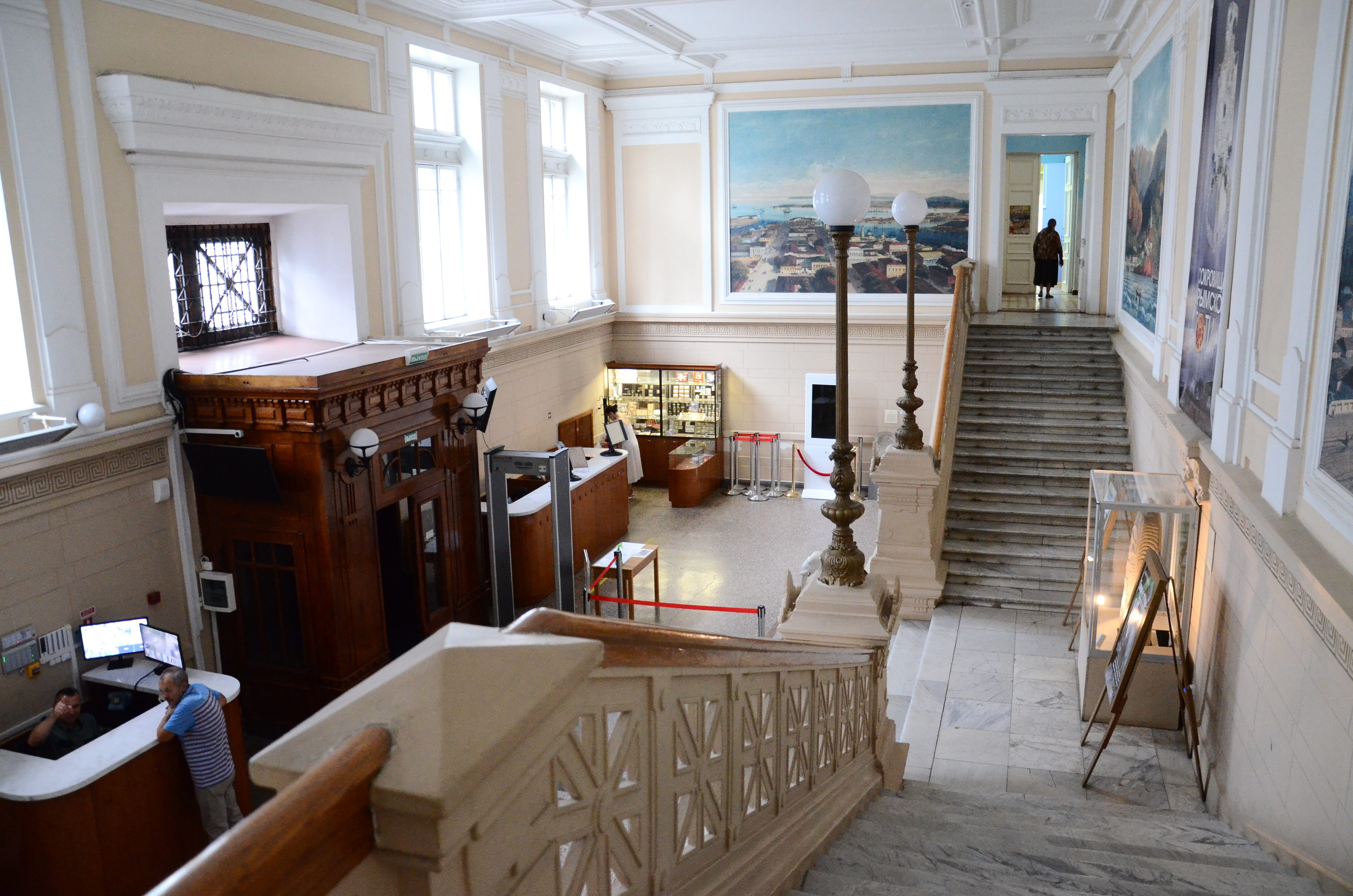
Intérieur
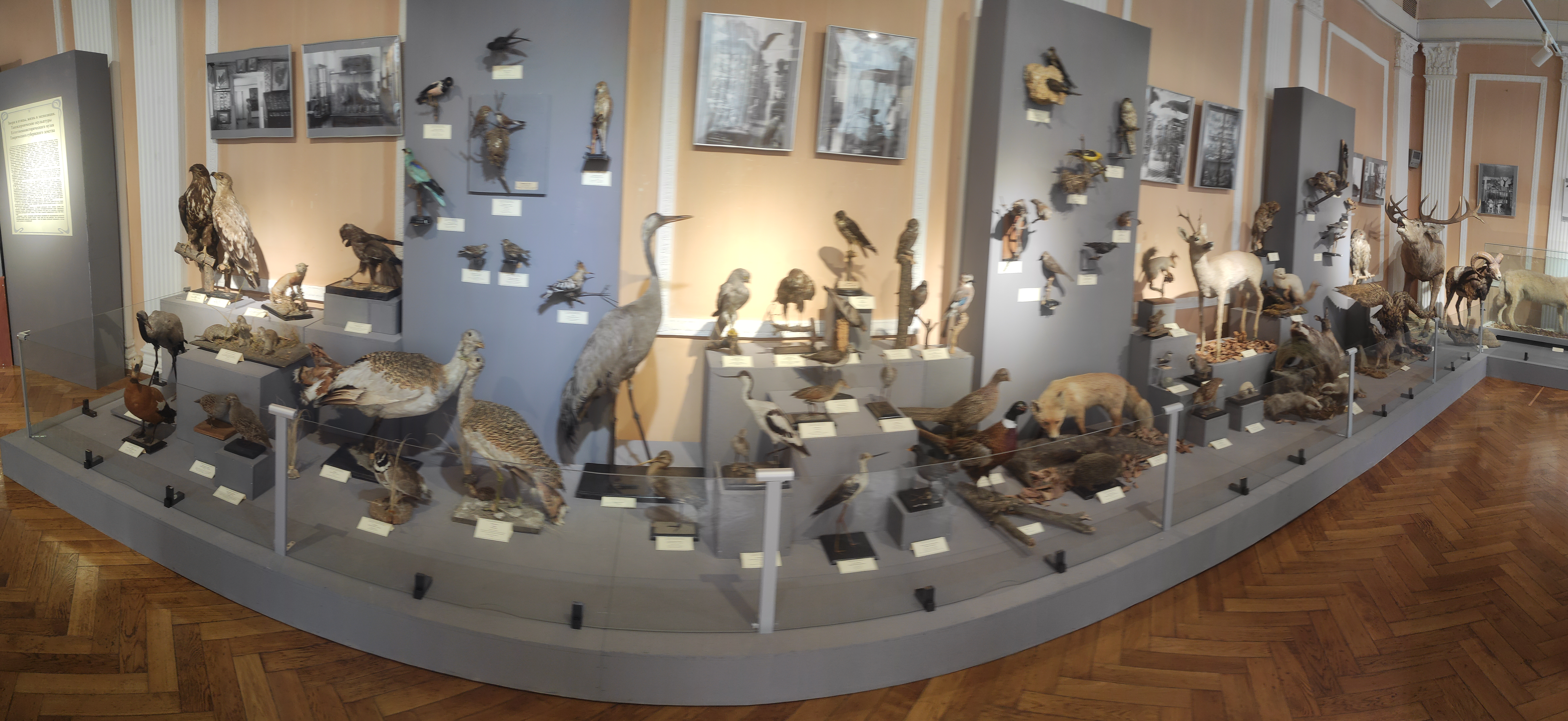
du musée.
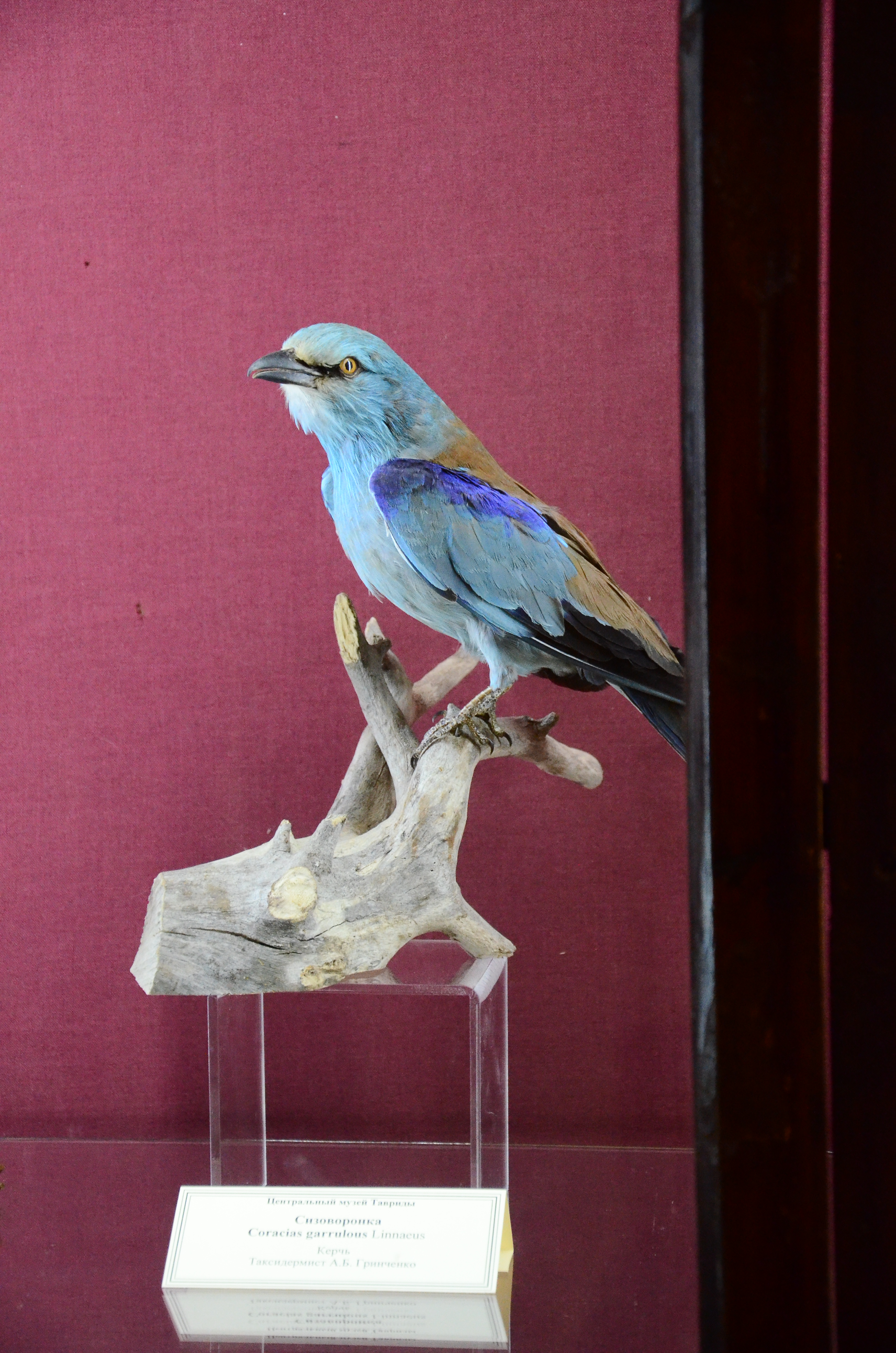
Un Coracias garrulus,
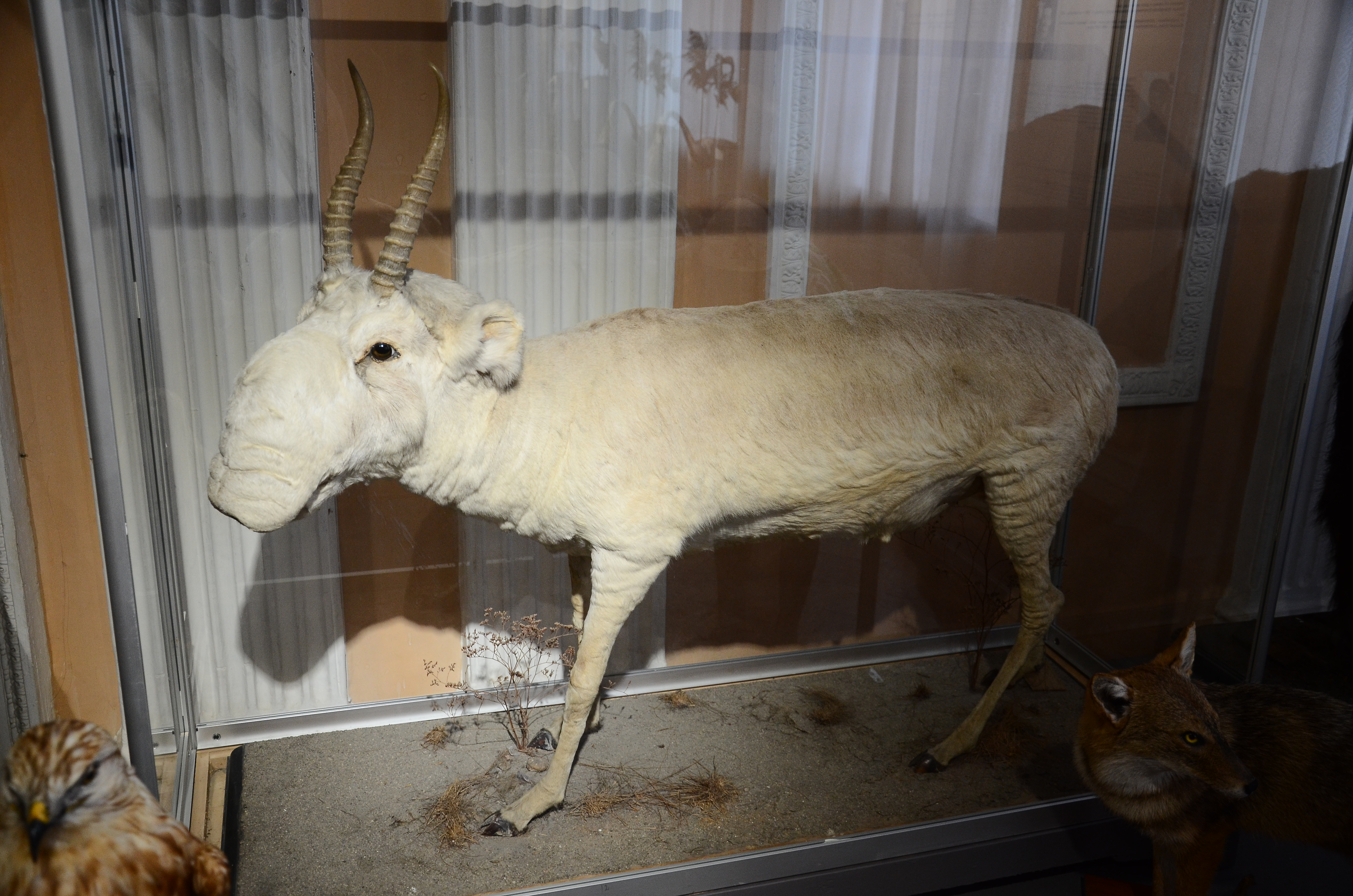
une saïga.